# Women's Tour Down Under de 2025
El Women's Tour Down Under de 2025 (oficialment Santos Women's Tour Down Under 2025 per motius de patrocini) fou la 9a edició del Women's Tour Down Under, prova de ciclisme de carretera que formava part de l'UCI Women's World Tour 2025. Començà el 17 de gener a Brighton (Austràlia Meridional) i acabà el 19 de gener a Stirling (Austràlia Meridional), essent la primera competició femenina de la màxima categoria de ciclisme.
La suïssa Noemi Rüegg (EF Education - Oatly) en fou la vencedora de la classificació general, a més de guanyar també la segona etapa, en el que foren les seves dues primeres victòries en l'UCI Women's World Tour. La neerlandesa Silke Smulders (Liv AlUla Jayco) en fou la segona classificada i la noruega Mie Bjørndal Ottestad (Uno-X Mobility) les acompanyà al podi. Rüegg es va imposar també en la classificació dels esprints, l'australiana Alyssa Polites (Austràlia) va ser la millor de la muntanya i l'italiana Eleonora Ciabocco (Team Picnic PostNL) en fou la millor jove.
Aquesta competició fou la primera on s'implementà un nou reglament sancionador que afecta tots els implicats en una cursa ciclista (ciclistes, directors, auxiliars, mecànics, periodistes i fotògrafs). Anna Badebruger, directora esportiva de l'Uno-X Mobility, esdevingué la primera persona que rebé una targeta groga quan, volent socórrer una ciclista de l'equip que havia caigut, va avançar el pilot amb el cotxe sense deixar la distància de seguretat.

## Equips
Deu equips UCI Women's WorldTeam, dos UCI Women's ProTeams, un UCI Women's Continental Team i un equip nacional participaren a la cursa.
| UCI Women's WorldTeams (10)- AG Insurance-Soudal Team - Team Picnic PostNL - Canyon//SRAM zondacrypto - Liv AlUla Jayco - Lidl-Trek - FDJ-Suez - UAE Team ADQ - Human Powered Health - Ceratizit Pro Cycling Team - Uno-X Mobility UCI Women's ProTeams (2)- EF Education-Oatly - St Michel-Preference Home-Auber93 UCI Women's continental team- Team Coop-Repsol Equip nacional- Austràlia |
| |

## Etapes
| Etapa    | Data      | Ciutats d'etapa                                                   | type              | Distància (km) | Vencedora de l'etapa | Líder de la general |
| -------- | --------- | ----------------------------------------------------------------- | ----------------- | -------------- | -------------------- | ------------------- |
| 1a etapa | 17 de gen | Brighton – Snapper Point                                          | etapa accidentada | 101,9          | Daniek Hengeveld     | Daniek Hengeveld    |
| 2a etapa | 18 de gen | Unley – Willunga Hill                                             | etapa accidentada | 115            | Noemi Rüegg          | Noemi Rüegg         |
| 3a etapa | 19 de gen | Stirling (Austràlia Meridional) – Stirling (Austràlia Meridional) | etapa accidentada | 105,9          | Chloé Dygert         | Noemi Rüegg         |

## Desenvolupament de la cursa

### Etapa 1
17 de gener: Brighton a Snapper Point, 101.9 km
| \| Classificació de l'etapa \| Classificació de l'etapa \| Classificació de l'etapa \| Classificació de l'etapa \| Classificació de l'etapa \| \| Ciclista \| Ciclista \| Equip \| Temps \| \| \| ------------------------ \| ------------------------ \| ---------------------------------- \| ------------------------ \| ------------------------ \| \| 1r \| Daniek Hengeveld \| Ceratizit Pro Cycling Team \| 2h 45' 06" \| \| \| 2n \| Ally Wollaston \| FDJ-Suez \| + 36" \| \| \| 3r \| Kathrin Schweinberger \| Human Powered Health \| + 36" \| \| \| 4t \| Sarah Van Dam \| Ceratizit Pro Cycling Team \| + 36" \| \| \| 5è \| Rachele Barbieri \| Team Picnic PostNL \| + 36" \| \| \| 6è \| Noemi Rüegg \| EF Education-Oatly \| + 36" \| \| \| 7è \| Maike van der Duin \| Canyon//SRAM zondacrypto \| + 36" \| \| \| 8è \| Clara Copponi \| Lidl-Trek \| + 36" \| \| \| 9è \| India Grangier \| Team Coop-Repsol \| + 36" \| \| \| 10è \| Lucie Fityus \| St Michel-Preference Home-Auber 93 \| + 36" \| \| |                       |                                    |            |
| |                       |                                    |            |
| |                       |                                    |            |
| Classificació de l'etapa |                       |                                    |            |
| Ciclista | Ciclista              | Equip                              | Temps      |
| 1r | Daniek Hengeveld      | Ceratizit Pro Cycling Team         | 2h 45' 06" |
| 2n | Ally Wollaston        | FDJ-Suez                           | + 36"      |
| 3r | Kathrin Schweinberger | Human Powered Health               | + 36"      |
| 4t | Sarah Van Dam         | Ceratizit Pro Cycling Team         | + 36"      |
| 5è | Rachele Barbieri      | Team Picnic PostNL                 | + 36"      |
| 6è | Noemi Rüegg           | EF Education-Oatly                 | + 36"      |
| 7è | Maike van der Duin    | Canyon//SRAM zondacrypto           | + 36"      |
| 8è | Clara Copponi         | Lidl-Trek                          | + 36"      |
| 9è | India Grangier        | Team Coop-Repsol                   | + 36"      |
| 10è | Lucie Fityus          | St Michel-Preference Home-Auber 93 | + 36"      |

| \| Classificació general \| Classificació general \| Classificació general \| Classificació general \| Classificació general \| \| Ciclista \| Ciclista \| Equip \| Temps \| \| \| --------------------- \| --------------------- \| -------------------------- \| --------------------- \| --------------------- \| \| 1r \| Daniek Hengeveld \| Ceratizit Pro Cycling Team \| 2h 45' 06" \| \| \| 2n \| Ally Wollaston \| FDJ-Suez \| + 43" \| \| \| 3r \| Kathrin Schweinberger \| Human Powered Health \| + 45" \| \| \| 4t \| Karlijn Swinkels \| UAE Team ADQ \| + 45" \| \| \| 5è \| Alyssa Polites \| Austràlia \| + 46" \| \| \| 6è \| Noemi Rüegg \| EF Education-Oatly \| + 48" \| \| \| 7è \| Dominika Włodarczyk \| UAE Team ADQ \| + 48" \| \| \| 8è \| Sarah Van Dam \| Ceratizit Pro Cycling Team \| + 49" \| \| \| 9è \| Rachele Barbieri \| Team Picnic PostNL \| + 49" \| \| \| 10è \| Maike van der Duin \| Canyon//SRAM zondacrypto \| + 49" \| \| |                       |                            |            |
| |                       |                            |            |
| |                       |                            |            |
| Classificació general |                       |                            |            |
| Ciclista | Ciclista              | Equip                      | Temps      |
| 1r | Daniek Hengeveld      | Ceratizit Pro Cycling Team | 2h 45' 06" |
| 2n | Ally Wollaston        | FDJ-Suez                   | + 43"      |
| 3r | Kathrin Schweinberger | Human Powered Health       | + 45"      |
| 4t | Karlijn Swinkels      | UAE Team ADQ               | + 45"      |
| 5è | Alyssa Polites        | Austràlia                  | + 46"      |
| 6è | Noemi Rüegg           | EF Education-Oatly         | + 48"      |
| 7è | Dominika Włodarczyk   | UAE Team ADQ               | + 48"      |
| 8è | Sarah Van Dam         | Ceratizit Pro Cycling Team | + 49"      |
| 9è | Rachele Barbieri      | Team Picnic PostNL         | + 49"      |
| 10è | Maike van der Duin    | Canyon//SRAM zondacrypto   | + 49"      |

### Etapa 2
18 de gener - Unley a Willunga Hill, 115 km
| \| Classificació de l'etapa \| Classificació de l'etapa \| Classificació de l'etapa \| Classificació de l'etapa \| Classificació de l'etapa \| \| Ciclista \| Ciclista \| Equip \| Temps \| \| \| ------------------------ \| ------------------------ \| ------------------------ \| ------------------------ \| ------------------------ \| \| 1r \| Noemi Rüegg \| EF Education-Oatly \| 3h 10' 03" \| \| \| 2n \| Silke Smulders \| Liv AlUla Jayco \| + 10" \| \| \| 3r \| Mie Bjørndal Ottestad \| Uno-X Mobility \| + 26" \| \| \| 4t \| Neve Bradbury \| Canyon//SRAM zondacrypto \| + 26" \| \| \| 5è \| Dominika Włodarczyk \| UAE Team ADQ \| + 26" \| \| \| 6è \| Justine Ghekiere \| AG Insurance-Soudal Team \| + 26" \| \| \| 7è \| Elise Chabbey \| FDJ-Suez \| + 26" \| \| \| 8è \| Amanda Spratt \| Lidl-Trek \| + 29" \| \| \| 9è \| Niamh Fisher-Black \| Lidl-Trek \| + 35" \| \| \| 10è \| Julie Van de Velde \| AG Insurance-Soudal Team \| + 39" \| \| |                       |                          |            |
| |                       |                          |            |
| |                       |                          |            |
| Classificació de l'etapa |                       |                          |            |
| Ciclista | Ciclista              | Equip                    | Temps      |
| 1r | Noemi Rüegg           | EF Education-Oatly       | 3h 10' 03" |
| 2n | Silke Smulders        | Liv AlUla Jayco          | + 10"      |
| 3r | Mie Bjørndal Ottestad | Uno-X Mobility           | + 26"      |
| 4t | Neve Bradbury         | Canyon//SRAM zondacrypto | + 26"      |
| 5è | Dominika Włodarczyk   | UAE Team ADQ             | + 26"      |
| 6è | Justine Ghekiere      | AG Insurance-Soudal Team | + 26"      |
| 7è | Elise Chabbey         | FDJ-Suez                 | + 26"      |
| 8è | Amanda Spratt         | Lidl-Trek                | + 29"      |
| 9è | Niamh Fisher-Black    | Lidl-Trek                | + 35"      |
| 10è | Julie Van de Velde    | AG Insurance-Soudal Team | + 39"      |

| \| Classificació general \| Classificació general \| Classificació general \| Classificació general \| Classificació general \| \| Ciclista \| Ciclista \| Equip \| Temps \| \| \| --------------------- \| --------------------- \| ------------------------ \| --------------------- \| --------------------- \| \| 1r \| Noemi Rüegg \| EF Education-Oatly \| 5h 55' 34" \| \| \| 2n \| Silke Smulders \| Liv AlUla Jayco \| + 15" \| \| \| 3r \| Mie Bjørndal Ottestad \| Uno-X Mobility \| + 33" \| \| \| 4t \| Dominika Włodarczyk \| UAE Team ADQ \| + 36" \| \| \| 5è \| Justine Ghekiere \| AG Insurance-Soudal Team \| + 37" \| \| \| 6è \| Neve Bradbury \| Canyon//SRAM zondacrypto \| + 37" \| \| \| 7è \| Elise Chabbey \| FDJ-Suez \| + 37" \| \| \| 8è \| Amanda Spratt \| Lidl-Trek \| + 40" \| \| \| 9è \| Niamh Fisher-Black \| Lidl-Trek \| + 46" \| \| \| 10è \| Julie Van de Velde \| AG Insurance-Soudal Team \| + 50" \| \| |                       |                          |            |
| |                       |                          |            |
| |                       |                          |            |
| Classificació general |                       |                          |            |
| Ciclista | Ciclista              | Equip                    | Temps      |
| 1r | Noemi Rüegg           | EF Education-Oatly       | 5h 55' 34" |
| 2n | Silke Smulders        | Liv AlUla Jayco          | + 15"      |
| 3r | Mie Bjørndal Ottestad | Uno-X Mobility           | + 33"      |
| 4t | Dominika Włodarczyk   | UAE Team ADQ             | + 36"      |
| 5è | Justine Ghekiere      | AG Insurance-Soudal Team | + 37"      |
| 6è | Neve Bradbury         | Canyon//SRAM zondacrypto | + 37"      |
| 7è | Elise Chabbey         | FDJ-Suez                 | + 37"      |
| 8è | Amanda Spratt         | Lidl-Trek                | + 40"      |
| 9è | Niamh Fisher-Black    | Lidl-Trek                | + 46"      |
| 10è | Julie Van de Velde    | AG Insurance-Soudal Team | + 50"      |

### Etapa 3
19 de gener — Stirling a Stirling, 105.9 km
| \| Classificació de l'etapa \| Classificació de l'etapa \| Classificació de l'etapa \| Classificació de l'etapa \| Classificació de l'etapa \| \| Ciclista \| Ciclista \| Equip \| Temps \| \| \| ------------------------ \| ------------------------ \| -------------------------- \| ------------------------ \| ------------------------ \| \| 1r \| Chloé Dygert \| Canyon//SRAM zondacrypto \| 2h 53' 29" \| \| \| 2n \| Silke Smulders \| Liv AlUla Jayco \| + 1" \| \| \| 3r \| Noemi Rüegg \| EF Education-Oatly \| + 1" \| \| \| 4t \| Ruth Edwards \| Human Powered Health \| + 1" \| \| \| 5è \| Sarah Van Dam \| Ceratizit Pro Cycling Team \| + 1" \| \| \| 6è \| Elise Chabbey \| FDJ-Suez \| + 1" \| \| \| 7è \| Alexandra Manly \| AG Insurance-Soudal Team \| + 1" \| \| \| 8è \| Dominika Włodarczyk \| UAE Team ADQ \| + 1" \| \| \| 9è \| Justine Ghekiere \| AG Insurance-Soudal Team \| + 1" \| \| \| 10è \| Josie Nelson \| Team Picnic PostNL \| + 1" \| \| |                     |                            |            |
| |                     |                            |            |
| |                     |                            |            |
| Classificació de l'etapa |                     |                            |            |
| Ciclista | Ciclista            | Equip                      | Temps      |
| 1r | Chloé Dygert        | Canyon//SRAM zondacrypto   | 2h 53' 29" |
| 2n | Silke Smulders      | Liv AlUla Jayco            | + 1"       |
| 3r | Noemi Rüegg         | EF Education-Oatly         | + 1"       |
| 4t | Ruth Edwards        | Human Powered Health       | + 1"       |
| 5è | Sarah Van Dam       | Ceratizit Pro Cycling Team | + 1"       |
| 6è | Elise Chabbey       | FDJ-Suez                   | + 1"       |
| 7è | Alexandra Manly     | AG Insurance-Soudal Team   | + 1"       |
| 8è | Dominika Włodarczyk | UAE Team ADQ               | + 1"       |
| 9è | Justine Ghekiere    | AG Insurance-Soudal Team   | + 1"       |
| 10è | Josie Nelson        | Team Picnic PostNL         | + 1"       |

| \| Classificació general \| Classificació general \| Classificació general \| Classificació general \| Classificació general \| \| Ciclista \| Ciclista \| Equip \| Temps \| \| \| --------------------- \| --------------------- \| --------------------- \| --------------------- \| --------------------- \| \| 1r \| Noemi Rüegg \| EF Education-Oatly \| 8h 49' 00" \| \| \| 2n \| Silke Smulders \| Liv AlUla Jayco \| + 13" \| \| \| 3r \| Mie Bjørndal Ottestad \| Uno-X Mobility \| + 37" \| \| \| 4t \| Dominika Włodarczyk \| UAE Team ADQ \| + 40" \| \| \| 5è \| Elise Chabbey \| FDJ-Suez \| + 40" \| \| |                       |                    |            |
| |                       |                    |            |
| |                       |                    |            |
| Classificació general |                       |                    |            |
| Ciclista | Ciclista              | Equip              | Temps      |
| 1r | Noemi Rüegg           | EF Education-Oatly | 8h 49' 00" |
| 2n | Silke Smulders        | Liv AlUla Jayco    | + 13"      |
| 3r | Mie Bjørndal Ottestad | Uno-X Mobility     | + 37"      |
| 4t | Dominika Włodarczyk   | UAE Team ADQ       | + 40"      |
| 5è | Elise Chabbey         | FDJ-Suez           | + 40"      |

## Classificacions finals

### Classificació general
| \| Classificació general \| Classificació general \| Classificació general \| Classificació general \| Classificació general \| \| Ciclista \| Ciclista \| Equip \| Temps \| \| \| --------------------- \| --------------------- \| ------------------------ \| --------------------- \| --------------------- \| \| 1r \| Noemi Rüegg \| EF Education-Oatly \| 8h 49' 00" \| \| \| 2n \| Silke Smulders \| Liv AlUla Jayco \| + 13" \| \| \| 3r \| Mie Bjørndal Ottestad \| Uno-X Mobility \| + 37" \| \| \| 4t \| Dominika Włodarczyk \| UAE Team ADQ \| + 40" \| \| \| 5è \| Elise Chabbey \| FDJ-Suez \| + 40" \| \| \| 6è \| Justine Ghekiere \| AG Insurance-Soudal Team \| + 41" \| \| \| 7è \| Amanda Spratt \| Lidl-Trek \| + 49" \| \| \| 8è \| Neve Bradbury \| Canyon//SRAM zondacrypto \| + 56" \| \| \| 9è \| Ruth Edwards \| Human Powered Health \| + 59" \| \| \| 10è \| Alice Towers \| Canyon//SRAM zondacrypto \| + 1' 02" \| \| |                       |                          |            |
| |                       |                          |            |
| Font: ProCyclingStats |                       |                          |            |
| Classificació general |                       |                          |            |
| Ciclista | Ciclista              | Equip                    | Temps      |
| 1r | Noemi Rüegg           | EF Education-Oatly       | 8h 49' 00" |
| 2n | Silke Smulders        | Liv AlUla Jayco          | + 13"      |
| 3r | Mie Bjørndal Ottestad | Uno-X Mobility           | + 37"      |
| 4t | Dominika Włodarczyk   | UAE Team ADQ             | + 40"      |
| 5è | Elise Chabbey         | FDJ-Suez                 | + 40"      |
| 6è | Justine Ghekiere      | AG Insurance-Soudal Team | + 41"      |
| 7è | Amanda Spratt         | Lidl-Trek                | + 49"      |
| 8è | Neve Bradbury         | Canyon//SRAM zondacrypto | + 56"      |
| 9è | Ruth Edwards          | Human Powered Health     | + 59"      |
| 10è | Alice Towers          | Canyon//SRAM zondacrypto | + 1' 02"   |

### Classificacions secundàries
| Classificació de la muntanya | Classificació de la muntanya | Classificació de la muntanya | Classificació de la muntanya | Classificació de la muntanya |
| Ciclista                     | Ciclista                     | Equip                        | Punts                        |                              |
| ---------------------------- | ---------------------------- | ---------------------------- | ---------------------------- | ---------------------------- |
| 1r                           | Alyssa Polites               | Austràlia                    | 24 pts                       |                              |
| 2n                           | Dominika Włodarczyk          | UAE Team ADQ                 | 22 pts                       |                              |
| 3r                           | Noemi Rüegg                  | EF Education-Oatly           | 14 pts                       |                              |
| 4t                           | Niamh Fisher-Black           | Lidl-Trek                    | 12 pts                       |                              |
| 5è                           | Karlijn Swinkels             | UAE Team ADQ                 | 7 pts                        |                              |

| Classificació de la muntanya | Classificació de la muntanya | Classificació de la muntanya | Classificació de la muntanya | Classificació de la muntanya |
| Ciclista                     | Ciclista                     | Equip                        | Punts                        |                              |
| ---------------------------- | ---------------------------- | ---------------------------- | ---------------------------- | ---------------------------- |
| 1r                           | Alyssa Polites               | Austràlia                    | 24 pts                       |                              |
| 2n                           | Dominika Włodarczyk          | UAE Team ADQ                 | 22 pts                       |                              |
| 3r                           | Noemi Rüegg                  | EF Education-Oatly           | 14 pts                       |                              |
| 4t                           | Niamh Fisher-Black           | Lidl-Trek                    | 12 pts                       |                              |
| 5è                           | Karlijn Swinkels             | UAE Team ADQ                 | 7 pts                        |                              |

| Classificació per punts | Classificació per punts | Classificació per punts    | Classificació per punts | Classificació per punts |
| Ciclista                | Ciclista                | Equip                      | Punts                   |                         |
| ----------------------- | ----------------------- | -------------------------- | ----------------------- | ----------------------- |
| 1r                      | Noemi Rüegg             | EF Education-Oatly         | 58 pts                  |                         |
| 2n                      | Silke Smulders          | Liv AlUla Jayco            | 42 pts                  |                         |
| 3r                      | Sarah Van Dam           | Ceratizit Pro Cycling Team | 38 pts                  |                         |
| 4t                      | Daniek Hengeveld        | Ceratizit Pro Cycling Team | 33 pts                  |                         |
| 5è                      | Chloé Dygert            | Canyon//SRAM zondacrypto   | 32 pts                  |                         |

| Classificació per punts | Classificació per punts | Classificació per punts    | Classificació per punts | Classificació per punts |
| Ciclista                | Ciclista                | Equip                      | Punts                   |                         |
| ----------------------- | ----------------------- | -------------------------- | ----------------------- | ----------------------- |
| 1r                      | Noemi Rüegg             | EF Education-Oatly         | 58 pts                  |                         |
| 2n                      | Silke Smulders          | Liv AlUla Jayco            | 42 pts                  |                         |
| 3r                      | Sarah Van Dam           | Ceratizit Pro Cycling Team | 38 pts                  |                         |
| 4t                      | Daniek Hengeveld        | Ceratizit Pro Cycling Team | 33 pts                  |                         |
| 5è                      | Chloé Dygert            | Canyon//SRAM zondacrypto   | 32 pts                  |                         |

| Classificació de la millor jove | Classificació de la millor jove | Classificació de la millor jove | Classificació de la millor jove | Classificació de la millor jove |
| Ciclista                        | Ciclista                        | Equip                           | Temps                           |                                 |
| ------------------------------- | ------------------------------- | ------------------------------- | ------------------------------- | ------------------------------- |
| 1r                              | Eleonora Ciabocco               | Team Picnic PostNL              | 8h 50' 36"                      |                                 |
| 2n                              | Emily Dixon                     | Austràlia                       | + 1' 08"                        |                                 |
| 3r                              | Alyssa Polites                  | Austràlia                       | + 6' 57"                        |                                 |
| 4t                              | Alberte Greve                   | Uno-X Mobility                  | + 15' 41"                       |                                 |
| 5è                              | Alli Anderson                   | Austràlia                       | + 19' 43"                       |                                 |

| Classificació de la millor jove | Classificació de la millor jove | Classificació de la millor jove | Classificació de la millor jove | Classificació de la millor jove |
| Ciclista                        | Ciclista                        | Equip                           | Temps                           |                                 |
| ------------------------------- | ------------------------------- | ------------------------------- | ------------------------------- | ------------------------------- |
| 1r                              | Eleonora Ciabocco               | Team Picnic PostNL              | 8h 50' 36"                      |                                 |
| 2n                              | Emily Dixon                     | Austràlia                       | + 1' 08"                        |                                 |
| 3r                              | Alyssa Polites                  | Austràlia                       | + 6' 57"                        |                                 |
| 4t                              | Alberte Greve                   | Uno-X Mobility                  | + 15' 41"                       |                                 |
| 5è                              | Alli Anderson                   | Austràlia                       | + 19' 43"                       |                                 |

| Classificació per equips | Classificació per equips | Classificació per equips | Classificació per equips |
| Equip                    | Equip                    | Temps                    |                          |
| ------------------------ | ------------------------ | ------------------------ | ------------------------ |
| 1r                       | UAE Team ADQ             | 26h 31' 03"              |                          |
| 2n                       | Liv AlUla Jayco          | + 1' 01"                 |                          |
| 3r                       | Canyon//SRAM zondacrypto | + 1' 32"                 |                          |
| 4t                       | AG Insurance-Soudal Team | + 4' 07"                 |                          |
| 5è                       | Team Coop-Repsol         | + 4' 46"                 |                          |

| Classificació per equips | Classificació per equips | Classificació per equips | Classificació per equips |
| Equip                    | Equip                    | Temps                    |                          |
| ------------------------ | ------------------------ | ------------------------ | ------------------------ |
| 1r                       | UAE Team ADQ             | 26h 31' 03"              |                          |
| 2n                       | Liv AlUla Jayco          | + 1' 01"                 |                          |
| 3r                       | Canyon//SRAM zondacrypto | + 1' 32"                 |                          |
| 4t                       | AG Insurance-Soudal Team | + 4' 07"                 |                          |
| 5è                       | Team Coop-Repsol         | + 4' 46"                 |                          |

## Evolució de les classificacions
| Etapa    |                   | Vencedora _      | Classificació general | Muntanya            | Esprints         | Joves             | Equip _                    |
| -------- | ----------------- | ---------------- | --------------------- | ------------------- | ---------------- | ----------------- | -------------------------- |
| 1a etapa | etapa accidentada | Daniek Hengeveld | Daniek Hengeveld      | Alyssa Polites      | Daniek Hengeveld | Alyssa Polites    | Ceratizit Pro Cycling Team |
| 2a etapa | etapa accidentada | Noemi Rüegg      | Noemi Rüegg           | Dominika Włodarczyk | Noemi Rüegg      | Eleonora Ciabocco | UAE Team ADQ               |
| 3a etapa | etapa accidentada | Chloé Dygert     | Noemi Rüegg           | Alyssa Polites      | Noemi Rüegg      | Eleonora Ciabocco | UAE Team ADQ               |
| Final    | Final             |                  | Noemi Rüegg           | Alyssa Polites      | Noemi Rüegg      | Eleonora Ciabocco | UAE Team ADQ               |

## Participants
| AG Insurance-Soudal Team AGS | AG Insurance-Soudal Team AGS | AG Insurance-Soudal Team AGS |
| ---------------------------- | ---------------------------- | ---------------------------- |
| Núm                          | Ciclista                     | Pos                          |
| 1                            | Justine Ghekiere (BEL)       | 6è                           |
| 2                            | Anya Louw (AUS)              | 39è                          |
| 3                            | Alexandra Manly (AUS)        | 29è                          |
| 4                            | Gaia Masetti (ITA)           | 32è                          |
| 5                            | Nicole Steigenga (NED)       | FC-3                         |
| 6                            | Julie Van de Velde (BEL)     | 13è                          |

| Team Picnic PostNL TPP | Team Picnic PostNL TPP  | Team Picnic PostNL TPP |
| ---------------------- | ----------------------- | ---------------------- |
| Núm                    | Ciclista                | Pos                    |
| 11                     | Silje Bader (NED)       | DNF-3                  |
| 12                     | Rachele Barbieri (ITA)  | 52è                    |
| 13                     | Eleonora Ciabocco (ITA) | 16è                    |
| 14                     | Josie Nelson (GBR)      | 27è                    |
| 15                     | Mara Roldan (CAN)       | NP-2                   |
| 16                     | Becky Storrie (GBR)     | 31è                    |

| Canyon//SRAM zondacrypto CSZ | Canyon//SRAM zondacrypto CSZ | Canyon//SRAM zondacrypto CSZ |
| ---------------------------- | ---------------------------- | ---------------------------- |
| Núm                          | Ciclista                     | Pos                          |
| 21                           | Neve Bradbury (AUS)          | 8è                           |
| 22                           | Tiffany Cromwell (AUS)       | 42è                          |
| 23                           | Chloé Dygert (USA)           | 26è                          |
| 24                           | Maria Martins (POR)          | DNF-3                        |
| 25                           | Alice Towers (GBR)           | 10è                          |
| 26                           | Maike van der Duin (NED)     | 45è                          |

| Liv AlUla Jayco LIV | Liv AlUla Jayco LIV       | Liv AlUla Jayco LIV |
| ------------------- | ------------------------- | ------------------- |
| Núm                 | Ciclista                  | Pos                 |
| 31                  | Amber Pate (AUS)          | 22è                 |
| 32                  | Georgia Baker (AUS)       | 58è                 |
| 33                  | Josie Talbot (AUS)        | 47è                 |
| 34                  | Ruby Roseman-Gannon (AUS) | 30è                 |
| 35                  | Ella Wyllie (NZL)         | 21è                 |
| 36                  | Silke Smulders (NED)      | 2n                  |

| Lidl-Trek LTK | Lidl-Trek LTK                   | Lidl-Trek LTK |
| ------------- | ------------------------------- | ------------- |
| Núm           | Ciclista                        | Pos           |
| 41            | Clara Copponi (FRA)             | 60è           |
| 42            | Lauretta Hanson (AUS)           | 59è           |
| 43            | Isabel Sharp (GBR)              | DNF-3         |
| 44            | Amanda Spratt (AUS)             | 7è            |
| 45            | Felicity Wilson-Haffenden (AUS) | 67è           |
| 46            | Niamh Fisher-Black (NZL)        | 12è           |

| FDJ-Suez TFS | FDJ-Suez TFS          | FDJ-Suez TFS |
| ------------ | --------------------- | ------------ |
| Núm          | Ciclista              | Pos          |
| 51           | Elise Chabbey (SUI)   | 5è           |
| 52           | Eugénie Duval (FRA)   | 54è          |
| 53           | Amber Kraak (NED)     | 25è          |
| 54           | Marie Le Net (FRA)    | 34è          |
| 55           | Églantine Rayer (FRA) | NP-2         |
| 56           | Ally Wollaston (NZL)  | 50è          |

| UAE Team ADQ UAD | UAE Team ADQ UAD          | UAE Team ADQ UAD |
| ---------------- | ------------------------- | ---------------- |
| Núm              | Ciclista                  | Pos              |
| 61               | Sofia Bertizzolo (ITA)    | 62è              |
| 62               | Elizabeth Holden (GBR)    | 35è              |
| 63               | Erica Magnaldi (ITA)      | 17è              |
| 64               | Greta Marturano (ITA)     | 18è              |
| 65               | Karlijn Swinkels (NED)    | 20è              |
| 66               | Dominika Włodarczyk (POL) | 4t               |

| Human Powered Health HPH | Human Powered Health HPH    | Human Powered Health HPH |
| ------------------------ | --------------------------- | ------------------------ |
| Núm                      | Ciclista                    | Pos                      |
| 71                       | Ruth Edwards (USA)          | 9è                       |
| 72                       | Barbara Malcotti (ITA)      | 19è                      |
| 73                       | Marit Raaijmakers (NED)     | NP-1                     |
| 74                       | Katia Ragusa (ITA)          | 51è                      |
| 75                       | Kathrin Schweinberger (AUT) | 56è                      |
| 76                       | Silvia Zanardi (ITA)        | 55è                      |

| Ceratizit Pro Cycling Team CTC | Ceratizit Pro Cycling Team CTC | Ceratizit Pro Cycling Team CTC |
| ------------------------------ | ------------------------------ | ------------------------------ |
| Núm                            | Ciclista                       | Pos                            |
| 81                             | Sandra Alonso Domínguez (ESP)  | 63è                            |
| 82                             | Kristýna Burlová (CZE)         | 57è                            |
| 83                             | Sara Fiorin (ITA)              | 66è                            |
| 84                             | Daniek Hengeveld (NED)         | 49è                            |
| 85                             | Dilyxine Miermont (FRA)        | 24è                            |
| 86                             | Sarah Van Dam (CAN)            | 11è                            |

| EF Education-Oatly EFC | EF Education-Oatly EFC     | EF Education-Oatly EFC |
| ---------------------- | -------------------------- | ---------------------- |
| Núm                    | Ciclista                   | Pos                    |
| 91                     | Megan Armitage (IRL)       | 48è                    |
| 92                     | Kim Cadzow (NZL)           | 44è                    |
| 93                     | Noemi Rüegg (SUI)          | 1r                     |
| 94                     | Sarah Roy (AUS)            | 43è                    |
| 95                     | Henrietta Christie (NZL)   | DNF-3                  |
| 96                     | Babette van der Wolf (NED) | DNF-3                  |

| St Michel-Preference Home-Auber 93 AUB | St Michel-Preference Home-Auber 93 AUB | St Michel-Preference Home-Auber 93 AUB |
| -------------------------------------- | -------------------------------------- | -------------------------------------- |
| Núm                                    | Ciclista                               | Pos                                    |
| 101                                    | Alison Avoine (FRA)                    | 65è                                    |
| 102                                    | Coline Raby (FRA)                      | DNF-3                                  |
| 103                                    | Adele Normand (CAN)                    | 46è                                    |
| 104                                    | Ella Simpson (AUS)                     | 41è                                    |
| 105                                    | Lucie Fityus (AUS)                     | FC-3                                   |
| 106                                    | Emily Watts (AUS)                      | 33è                                    |

| Team Coop-Repsol HPU | Team Coop-Repsol HPU          | Team Coop-Repsol HPU |
| -------------------- | ----------------------------- | -------------------- |
| Núm                  | Ciclista                      | Pos                  |
| 111                  | Stine Dale (NOR)              | 28è                  |
| 112                  | India Grangier (FRA)          | 15è                  |
| 113                  | Monica Greenwood (GBR)        | DNF-2                |
| 114                  | Sigrid Ytterhus Haugset (NOR) | 14è                  |
| 115                  | Magdalene Lind (NOR)          | 36è                  |
| 116                  | Mari Hole Mohr (NOR)          | 64è                  |

| Uno-X Mobility UXM | Uno-X Mobility UXM          | Uno-X Mobility UXM |
| ------------------ | --------------------------- | ------------------ |
| Núm                | Ciclista                    | Pos                |
| 121                | Alberte Greve               | 53è                |
| 122                | Anouska Koster (NED)        | NP-1               |
| 123                | Mie Bjørndal Ottestad (NOR) | 3r                 |
| 124                | Rebecca Koerner (DEN)       | DNF-2              |
| 125                | Simone Boilard (CAN)        | 37è                |
| 126                | Teuntje Beekhuis (NED)      | NP-2               |

| Austràlia AUS | Austràlia AUS  | Austràlia AUS |
| ------------- | -------------- | ------------- |
| Núm           | Ciclista       | Pos           |
| 131           | Maeve Plouffe  | FC-3          |
| 132           | Alli Anderson  | 61è           |
| 133           | Nicole Frain   | 40è           |
| 134           | Alyssa Polites | 38è           |
| 135           | Lauren Bates   | 68è           |
| 136           | Emily Dixon    | 23è           |

| AG Insurance-Soudal Team AGS | AG Insurance-Soudal Team AGS | AG Insurance-Soudal Team AGS |
| ---------------------------- | ---------------------------- | ---------------------------- |
| Núm                          | Ciclista                     | Pos                          |
| 1                            | Justine Ghekiere (BEL)       | 6è                           |
| 2                            | Anya Louw (AUS)              | 39è                          |
| 3                            | Alexandra Manly (AUS)        | 29è                          |
| 4                            | Gaia Masetti (ITA)           | 32è                          |
| 5                            | Nicole Steigenga (NED)       | FC-3                         |
| 6                            | Julie Van de Velde (BEL)     | 13è                          |

| Team Picnic PostNL TPP | Team Picnic PostNL TPP  | Team Picnic PostNL TPP |
| ---------------------- | ----------------------- | ---------------------- |
| Núm                    | Ciclista                | Pos                    |
| 11                     | Silje Bader (NED)       | DNF-3                  |
| 12                     | Rachele Barbieri (ITA)  | 52è                    |
| 13                     | Eleonora Ciabocco (ITA) | 16è                    |
| 14                     | Josie Nelson (GBR)      | 27è                    |
| 15                     | Mara Roldan (CAN)       | NP-2                   |
| 16                     | Becky Storrie (GBR)     | 31è                    |

| Canyon//SRAM zondacrypto CSZ | Canyon//SRAM zondacrypto CSZ | Canyon//SRAM zondacrypto CSZ |
| ---------------------------- | ---------------------------- | ---------------------------- |
| Núm                          | Ciclista                     | Pos                          |
| 21                           | Neve Bradbury (AUS)          | 8è                           |
| 22                           | Tiffany Cromwell (AUS)       | 42è                          |
| 23                           | Chloé Dygert (USA)           | 26è                          |
| 24                           | Maria Martins (POR)          | DNF-3                        |
| 25                           | Alice Towers (GBR)           | 10è                          |
| 26                           | Maike van der Duin (NED)     | 45è                          |

| Liv AlUla Jayco LIV | Liv AlUla Jayco LIV       | Liv AlUla Jayco LIV |
| ------------------- | ------------------------- | ------------------- |
| Núm                 | Ciclista                  | Pos                 |
| 31                  | Amber Pate (AUS)          | 22è                 |
| 32                  | Georgia Baker (AUS)       | 58è                 |
| 33                  | Josie Talbot (AUS)        | 47è                 |
| 34                  | Ruby Roseman-Gannon (AUS) | 30è                 |
| 35                  | Ella Wyllie (NZL)         | 21è                 |
| 36                  | Silke Smulders (NED)      | 2n                  |

| Lidl-Trek LTK | Lidl-Trek LTK                   | Lidl-Trek LTK |
| ------------- | ------------------------------- | ------------- |
| Núm           | Ciclista                        | Pos           |
| 41            | Clara Copponi (FRA)             | 60è           |
| 42            | Lauretta Hanson (AUS)           | 59è           |
| 43            | Isabel Sharp (GBR)              | DNF-3         |
| 44            | Amanda Spratt (AUS)             | 7è            |
| 45            | Felicity Wilson-Haffenden (AUS) | 67è           |
| 46            | Niamh Fisher-Black (NZL)        | 12è           |

| FDJ-Suez TFS | FDJ-Suez TFS          | FDJ-Suez TFS |
| ------------ | --------------------- | ------------ |
| Núm          | Ciclista              | Pos          |
| 51           | Elise Chabbey (SUI)   | 5è           |
| 52           | Eugénie Duval (FRA)   | 54è          |
| 53           | Amber Kraak (NED)     | 25è          |
| 54           | Marie Le Net (FRA)    | 34è          |
| 55           | Églantine Rayer (FRA) | NP-2         |
| 56           | Ally Wollaston (NZL)  | 50è          |

| UAE Team ADQ UAD | UAE Team ADQ UAD          | UAE Team ADQ UAD |
| ---------------- | ------------------------- | ---------------- |
| Núm              | Ciclista                  | Pos              |
| 61               | Sofia Bertizzolo (ITA)    | 62è              |
| 62               | Elizabeth Holden (GBR)    | 35è              |
| 63               | Erica Magnaldi (ITA)      | 17è              |
| 64               | Greta Marturano (ITA)     | 18è              |
| 65               | Karlijn Swinkels (NED)    | 20è              |
| 66               | Dominika Włodarczyk (POL) | 4t               |

| Human Powered Health HPH | Human Powered Health HPH    | Human Powered Health HPH |
| ------------------------ | --------------------------- | ------------------------ |
| Núm                      | Ciclista                    | Pos                      |
| 71                       | Ruth Edwards (USA)          | 9è                       |
| 72                       | Barbara Malcotti (ITA)      | 19è                      |
| 73                       | Marit Raaijmakers (NED)     | NP-1                     |
| 74                       | Katia Ragusa (ITA)          | 51è                      |
| 75                       | Kathrin Schweinberger (AUT) | 56è                      |
| 76                       | Silvia Zanardi (ITA)        | 55è                      |

| Ceratizit Pro Cycling Team CTC | Ceratizit Pro Cycling Team CTC | Ceratizit Pro Cycling Team CTC |
| ------------------------------ | ------------------------------ | ------------------------------ |
| Núm                            | Ciclista                       | Pos                            |
| 81                             | Sandra Alonso Domínguez (ESP)  | 63è                            |
| 82                             | Kristýna Burlová (CZE)         | 57è                            |
| 83                             | Sara Fiorin (ITA)              | 66è                            |
| 84                             | Daniek Hengeveld (NED)         | 49è                            |
| 85                             | Dilyxine Miermont (FRA)        | 24è                            |
| 86                             | Sarah Van Dam (CAN)            | 11è                            |

| EF Education-Oatly EFC | EF Education-Oatly EFC     | EF Education-Oatly EFC |
| ---------------------- | -------------------------- | ---------------------- |
| Núm                    | Ciclista                   | Pos                    |
| 91                     | Megan Armitage (IRL)       | 48è                    |
| 92                     | Kim Cadzow (NZL)           | 44è                    |
| 93                     | Noemi Rüegg (SUI)          | 1r                     |
| 94                     | Sarah Roy (AUS)            | 43è                    |
| 95                     | Henrietta Christie (NZL)   | DNF-3                  |
| 96                     | Babette van der Wolf (NED) | DNF-3                  |

| St Michel-Preference Home-Auber 93 AUB | St Michel-Preference Home-Auber 93 AUB | St Michel-Preference Home-Auber 93 AUB |
| -------------------------------------- | -------------------------------------- | -------------------------------------- |
| Núm                                    | Ciclista                               | Pos                                    |
| 101                                    | Alison Avoine (FRA)                    | 65è                                    |
| 102                                    | Coline Raby (FRA)                      | DNF-3                                  |
| 103                                    | Adele Normand (CAN)                    | 46è                                    |
| 104                                    | Ella Simpson (AUS)                     | 41è                                    |
| 105                                    | Lucie Fityus (AUS)                     | FC-3                                   |
| 106                                    | Emily Watts (AUS)                      | 33è                                    |

| Team Coop-Repsol HPU | Team Coop-Repsol HPU          | Team Coop-Repsol HPU |
| -------------------- | ----------------------------- | -------------------- |
| Núm                  | Ciclista                      | Pos                  |
| 111                  | Stine Dale (NOR)              | 28è                  |
| 112                  | India Grangier (FRA)          | 15è                  |
| 113                  | Monica Greenwood (GBR)        | DNF-2                |
| 114                  | Sigrid Ytterhus Haugset (NOR) | 14è                  |
| 115                  | Magdalene Lind (NOR)          | 36è                  |
| 116                  | Mari Hole Mohr (NOR)          | 64è                  |

| Uno-X Mobility UXM | Uno-X Mobility UXM          | Uno-X Mobility UXM |
| ------------------ | --------------------------- | ------------------ |
| Núm                | Ciclista                    | Pos                |
| 121                | Alberte Greve               | 53è                |
| 122                | Anouska Koster (NED)        | NP-1               |
| 123                | Mie Bjørndal Ottestad (NOR) | 3r                 |
| 124                | Rebecca Koerner (DEN)       | DNF-2              |
| 125                | Simone Boilard (CAN)        | 37è                |
| 126                | Teuntje Beekhuis (NED)      | NP-2               |

| Austràlia AUS | Austràlia AUS  | Austràlia AUS |
| ------------- | -------------- | ------------- |
| Núm           | Ciclista       | Pos           |
| 131           | Maeve Plouffe  | FC-3          |
| 132           | Alli Anderson  | 61è           |
| 133           | Nicole Frain   | 40è           |
| 134           | Alyssa Polites | 38è           |
| 135           | Lauren Bates   | 68è           |
| 136           | Emily Dixon    | 23è           |